# Ida Björs

Ida Björs.

Ida Björs, född 1973 i Järvsö, är en svensk illustratör och konstnär.
Ida Björs utbildade sig på Konstfack i Stockholm 1995-99. År 2013 tilldelades hon det nyinstiftade Björn Bergs konstnärsstipendium.
Tillsammans med musikern Fredy Samuel Lundh har hon tagit fram Bäckadräkten, en unisexfolkdräkt som ställdes ut på Textilmuseet i Borås.